# پارده (ایلام)
پارده (ایلام)، روستایی از توابع بخش چوار شهرستان ایلام در استان ایلام ایران است.

## جمعیت
این روستا در دهستان ارکوازی قرار دارد و براساس سرشماری مرکز آمار ایران در سال ۱۳۸۵، جمعیت آن ۱۴۹ نفر (۳۱خانوار) بوده‌است.